# Wagenleitnersiedlung
Die Wagenleitnersiedlung ist eine Siedlung in der Gemeinde Altenberg bei Linz in Oberösterreich.
Die Siedlung befindet sich südlich von Altenberg in einer nach Südwesten exponierten Hanglage unmittelbar nördlich von Katzgraben. Die Siedlung besteht aus Einfamilienhäusern und entwickelte sich in der 2. Hälfte des 20. Jahrhunderts. Etwas weiter nördlich befinden sich die Siedlungen Alpenblicksiedlung, Oberklammersiedlung und Seitlingersiedlung, die allesamt Bestandteile der Ortschaft Haslach sind.